# بوخنوم
بوخنوم (به هلندی: Buggenum) یک منطقهٔ مسکونی در هلند است که در Leudal واقع شده‌است. بوخنوم ۹۵۰ نفر جمعیت دارد.